# اچ‌ام‌ان‌زداس پوکاکی (۱۹۷۵)
اچ‌ام‌ان‌زداس پوکاکی (۱۹۷۵) (به انگلیسی: HMNZS Pukaki (1975)) یک کشتی بود که طول آن ۱۰۷٫۸ فوت (۳۲٫۹ متر) بود.